# Exenterus lophyri
Exenterus lophyri là một loài tò vò trong họ Ichneumonidae.